# Пельгжимовиці (Малопольське воєводство)
Пельгжимовиці (пол. Pielgrzymowice) — село в Польщі, у гміні Міхаловіце Краківського повіту Малопольського воєводства.
Населення — 488 осіб (2011).
У 1975-1998 роках село належало до Краківського воєводства.

## Демографія
Демографічна структура станом на 31 березня 2011 року:
|          | Загалом | Допрацездатний вік | Працездатний вік | Постпрацездатний вік |
| -------- | ------- | ------------------ | ---------------- | -------------------- |
| Чоловіки | 235     | 57                 | 155              | 23                   |
| Жінки    | 253     | 57                 | 149              | 47                   |
| Разом    | 488     | 114                | 304              | 70                   |